# Sericotheca argentea
Sericotheca argentea là loài thực vật có hoa trong họ Hoa hồng. Loài này được (L. f.) Rydb. miêu tả khoa học đầu tiên năm 1908.